# Thể thao điện tử tại Đại hội Thể thao châu Á 2022 – DOTA 2
Nội dung thi đấu DOTA 2 tại Đại hội Thể thao châu Á 2022 sẽ được tranh tài từ ngày 29 tháng 09 năm 2023 đến ngày 02 tháng 10 năm 2023 tại Hàng Châu, Trung Quốc.

## Quốc gia tham dự
Sẽ có tổng cộng 14 quốc gia tham gia thi đấu nội dung Dota 2 thuộc môn thi đấu Thể thao điện tử tại Đại hội thể thao châu Á 2022:
- Ả Rập Xê Út
- Ấn Độ
- Hồng Kông
- Indonesia
- Kazakhstan
- Kyrgyzstan
- Malaysia
- Mông Cổ
- Myanmar
- Nepal
- Philippines
- Thái Lan
- Trung Quốc
- Uzbekistan

## Vòng bảng
9 đội tuyển sẽ được chia thành 3 bảng. Mỗi bảng có 3 đội. 3 đội nhất bảng sẽ giành quyền vào vòng loại trực tiếp.
- Địa điểm: Trung tâm Thể thao Điện tử Hàng Châu, Hàng Châu, Chiết Giang, Trung Quốc
- Thời gian: 29/09, bắt đầu từ 13:00 (UTC+7).
- Thể thức thi đấu:
  - 3 bảng sẽ thi đấu vòng tròn tính điểm 1 lượt, tất cả các trận đấu đều là BO1 (Best Of One - Thắng trước 1 trận).
  - Nếu các đội có cùng hệ số Thắng-Thua và kết quả đối đầu, đội nào có chỉ số phụ tốt nhất sẽ đi tiếp vào vòng loại trực tiếp, các đội còn lại của bảng sẽ bị loại.
  - Đội đầu bảng sẽ đi tiếp vào vòng loại trực tiếp, các đội còn lại của bảng sẽ bị loại (áp dụng cho tất cả các bảng).

#### Bảng A
| A | Đội         | ID  |       | T     | B    | Tỉ lệ   |  | Kết quả |
| 1 | Kyrgyzstan  | KGZ | 2 - 0 | 2 - 0 | 100% | Tứ kết  |  |         |
| 2 | Philippines | PHI | 1 - 1 | 1 - 1 | 50%  | Bị loại |  |         |
| 3 | Ấn Độ       | IND | 0 - 2 | 0 - 2 | 0%   | Bị loại |  |         |

| Thời gian | Thời gian | Đội xanh | vs | vs | Đội đỏ |
| --------- | --------- | -------- | -- | -- | ------ |
| 29/09     | 13:00     | IND      | ✗  | ✓  | KGZ    |
| 29/09     | 14:00     | IND      | ✗  | ✓  | PHI    |
| 29/09     | 15:00     | KGZ      | ✓  | ✗  | PHI    |

Nguồn : AESF

#### Bảng B
| B | Đội       | ID  |       | T     | B    | Tỉ lệ   |  | Kết quả |
| 1 | Thái Lan  | THA | 2 - 0 | 2 - 0 | 100% | Tứ kết  |  |         |
| 2 | Hồng Kông | HKG | 1 - 1 | 1 - 1 | 50%  | Bị loại |  |         |
| 3 | Indonesia | INA | 0 - 2 | 0 - 2 | 0%   | Bị loại |  |         |

| Thời gian | Thời gian | Đội xanh | vs | vs | Đội đỏ |
| --------- | --------- | -------- | -- | -- | ------ |
| 29/09     | 18:00     | THA      | ✓  | ✗  | INA    |
| 29/09     | 19:00     | THA      | ✓  | ✗  | HKG    |
| 29/09     | 20:00     | INA      | ✗  | ✓  | HKG    |

Nguồn : AESF

#### Bảng C
| C | Đội        | ID  |       | T     | B   | Tỉ lệ   |  | Kết quả |
| 1 | Mông Cổ    | MGL | 1 - 1 | 1 - 1 | 50% | Tứ kết  |  |         |
| 2 | Myanmar    | MYA | 1 - 1 | 1 - 1 | 50% | Bị loại |  |         |
| 3 | Uzbekistan | UZB | 1 - 1 | 1 - 1 | 50% | Bị loại |  |         |

| Thời gian | Thời gian | Đội xanh | vs | vs | Đội đỏ |
| --------- | --------- | -------- | -- | -- | ------ |
| 29/09     | 18:00     | MGL      | ✓  | ✗  | UZB    |
| 29/09     | 19:00     | MGL      | ✗  | ✓  | MYA    |
| 29/09     | 20:00     | UZB      | ✓  | ✗  | MYA    |

Nguồn : AESF

## Vòng loại trực tiếp
- 8 đội bao gồm: 3 đội đứng đầu 3 bảng ở vòng bảng và 5 đội đứng đầu 5 khu vực tại giải đấu Road to Asian Games :
  - Đông Á:  Trung Quốc
  - Đông Nam Á:  Malaysia
  - Trung Á:  Kazakhstan
  - Nam Á:  Nepal
  - Tây Á:  Ả Rập Xê Út.
- Thể thức thi đấu:
  - Tất cả các trận đấu đều là Loại trực tiếp & BO3 (Best Of Three - Thắng trước 2/3 trận).
  - Đội chiến thắng sẽ đi tiếp vào vòng loại tiếp theo, đội thua bị loại ngay lập tức.

|  | Tứ kết      | Tứ kết      | Tứ kết     |            |            | Bán kết    | Bán kết    | Bán kết |          |              | Chung kết    | Chung kết    | Chung kết |  |
|  |             |             |            |            |            |            |            |         |          |              |              |              |           |  |
|  | Trung Quốc  | Trung Quốc  | 2          |            |            |            |            |         |          |              |              |              |           |  |
|  | Trung Quốc  | Trung Quốc  | 2          |            |            |            |            |         |          |              |              |              |           |  |
|  | Thái Lan    | Thái Lan    | 0          |            |            |            |            |         |          |              |              |              |           |  |
|  | Thái Lan    | Thái Lan    | 0          |            | Trung Quốc | Trung Quốc | 2          |         |          |              |              |              |           |  |
|  |             |             |            |            | Trung Quốc | Trung Quốc | 2          |         |          |              |              |              |           |  |
|  |             |             | Malaysia   | Malaysia   | 1          |            |            |         |          |              |              |              |           |  |
|  | Ả Rập Xê Út | Ả Rập Xê Út | Malaysia   | Malaysia   | 1          | 0          |            |         |          |              |              |              |           |  |
|  | Ả Rập Xê Út | Ả Rập Xê Út |            |            |            |            |            |         |          |              |              |              |           |  |
|  | Malaysia    | Malaysia    | 2          |            |            |            |            |         |          |              |              |              |           |  |
|  | Malaysia    | Malaysia    | 2          |            | Trung Quốc | Trung Quốc | 2          |         |          |              |              |              |           |  |
|  |             |             |            |            |            |            |            |         |          |              |              |              |           |  |
|  |             |             | Mông Cổ    | Mông Cổ    | 1          |            |            |         |          |              |              |              |           |  |
|  | Kazakhstan  | Kazakhstan  | Mông Cổ    | Mông Cổ    | 1          | 1          |            |         |          |              |              |              |           |  |
|  | Kazakhstan  | Kazakhstan  |            |            |            | 1          |            |         |          |              |              |              |           |  |
|  | Mông Cổ     | Mông Cổ     | 2          |            |            |            |            |         |          |              |              |              |           |  |
|  | Mông Cổ     | Mông Cổ     | 2          |            | Mông Cổ    | Mông Cổ    | 2          |         |          | Tranh hạng 3 | Tranh hạng 3 | Tranh hạng 3 |           |  |
|  |             |             |            |            | Mông Cổ    | Mông Cổ    | 2          |         |          |              |              |              |           |  |
|  |             |             | Kyrgyzstan | Kyrgyzstan | 0          |            |            |         |          |              |              |              |           |  |
|  | Nepal       | Nepal       | Kyrgyzstan | Kyrgyzstan | 0          | 0          |            |         | Malaysia | Malaysia     | 2            |              |           |  |
|  | Nepal       | Nepal       |            |            |            |            |            |         | Malaysia | Malaysia     | 2            |              |           |  |
|  | Kyrgyzstan  | Kyrgyzstan  | 2          |            |            | Kyrgyzstan | Kyrgyzstan | 0       |          |              |              |              |           |  |

### Tứ kết
- Địa điểm: Trung tâm Thể thao Điện tử Hàng Châu, Hàng Châu, Chiết Giang, Trung Quốc.
- Đội chiến thắng sẽ tiến vào Bán Kết, đội thua bị loại.

#### Tứ kết 1
- Thời gian: 13:00 - 30 tháng 09 (UTC+7).

| BO3 | Trung Quốc | 2 | 0 | Thái Lan |

#### Tứ kết 2
- Thời gian: 13:00 - 30 tháng 09 (UTC+7).

| BO3 | Ả Rập Xê Út | 0 | 2 | Malaysia |

#### Tứ kết 3
- Thời gian: 18:00 - 30 tháng 09 (UTC+7).

| BO3 | Kazakhstan | 1 | 2 | Mông Cổ |

#### Tứ kết 4
- Thời gian: 18:00 - 30 tháng 09 (UTC+7).

| BO3 | Nepal | 0 | 2 | Kyrgyzstan |

### Bán kết
- Địa điểm: Trung tâm Thể thao Điện tử Hàng Châu, Hàng Châu, Chiết Giang, Trung Quốc.
- Đội chiến thắng sẽ tiến vào Chung Kết, đội thua sẽ tiến vào Tranh hạng 3.

#### Bán kết 1
- Thời gian: 08:00 - 01 tháng 10 (UTC+7).

| BO3 | Trung Quốc | 2 | 1 | Malaysia |

#### Bán kết 2
- Thời gian: 13:00 - 01 tháng 10 (UTC+7).

| BO3 | Mông Cổ | 2 | 0 | Kyrgyzstan |

### Tranh hạng 3
- Địa điểm: Trung tâm Thể thao Điện tử Hàng Châu, Hàng Châu, Chiết Giang, Trung Quốc.
- Thời gian: 13:00 - 02 tháng 10 (UTC+7).

| BO3 | Malaysia | 2 | 0 | Kyrgyzstan |

### Chung kết
- Địa điểm: Trung tâm Thể thao Điện tử Hàng Châu, Hàng Châu, Chiết Giang, Trung Quốc.
- Thời gian: 18:00 - 02 tháng 10 (UTC+7).

| BO3 | Trung Quốc | 2 | 1 | Mông Cổ |

## Danh sách huy chương
|           | Vàng                                                                                         | Bạc | Đồng |
| --------- | -------------------------------------------------------------------------------------------- | --- | --- |
| Đội tuyển | Trung Quốc · Wang Chun-yu · Lu Yao · Yang Shen-yi · Zhao Zi-xing · Yu Ya-jun · Xiong Jia-han | Mông Cổ · Bilguun Altanginj · Sukhbat Otgondavaa · Munkh-Erdene Battsooj · Batbayasgalan Narankhand · Tugstur Dashzevge | Malaysia · Chan Kok Hong · Cheng Jin Xiang · Ng Wei Poong · Thiay Jun Wen · Tue Soon Chuan · Yap Jian Wei |

## Thứ hạng chung cuộc
| Thứ hạng | Đội tuyển   |
| 1        | Trung Quốc  |
| 2        | Mông Cổ     |
| 3        | Malaysia    |
| 4        | Kyrgyzstan  |
| 5–8      | Thái Lan    |
| 5–8      | Ả Rập Xê Út |
| 5–8      | Kazakhstan  |
| 5–8      | Nepal       |
| 9–11     | Philippines |
| 9–11     | Indonesia   |
| 9–11     | Myanmar     |
| 12–14    | Ấn Độ       |
| 12–14    | Hồng Kông   |
| 12–14    | Uzbekistan  |